# Bornella calcarata
Bornella calcarata Mörch, 1863 è un mollusco nudibranco appartenente alla famiglia Bornellidae.